# Farhot
Farhot (* 1982 oder 1983; bürgerlich: Farhad Samadzada) ist ein in Afghanistan geborener Musikproduzent für Pop- und Rapmusik aus Hamburg. Er bildet mit Bazzazian das Produzentenduo Die Achse.

## Biografie
Sein erstes eigenes Tonstudio baute er einst im elterlichen Keller in Hamburg-Neuwiedenthal. Er begann ein Studium der Musikwissenschaft an der Universität Hamburg, brach es aber zugunsten seiner Karriere ab. Einem größeren Publikum wurde er Anfang der Nullerjahre als Stammproduzent der Soul-Sängerin Nneka bekannt. Von ihr stammt sein Spitzname Kabul Fire.
2013 erschien sein Debütalbum Kabul Fire Vol. 1, das er auf Anraten eines Freundes zusammenstellte. Drei Jahre später folgte mit der EP 420 die erste Veröffentlichung seines verspielten Projekts Fuchy. Die 2021 erschienene zweite Ausgabe von Kabul Fire ist maßgeblich von afghanischen Filmen inspiriert, besonders denen von Siddiq Barmak. Dieser erlaubte ihm auch, Ausschnitte aus seinen Filmen musikalisch zu verwerten. Darüber hinaus verwendete er Sätze der Künstlerin Moshtari Hilal, Samples des Sängers Ahmad Zahir und ein vom Freiheitskämpfer Ahmad Schah Massoud eingesprochenes Gedicht. Das Album wurde beispielsweise in der britischen Tageszeitung The Guardian besprochen.
Er ist der Gründer von Kabul Fire Records und hat unter anderem für Kano, Talib Kweli, Selah Sue, 113, LOC, Haftbefehl, Max Herre, Xatar, Audio88, Fynn Kliemann, Yassin, Lizzo und Rita Ora gearbeitet. Zu seinen Lieblingsmusikern gehören RZA, Dr. Dre und Beth Gibbons. Sein Cousin ist der Rapper Kalim.

## Diskografie

### Als Produzent (Auswahl)
- 2005: Nneka – Victim of Truth
- 2007: Die Fantastischen Vier – Du mich auch (Album: Fornika)
- 2012: Haftbefehl – Chabos wissen wer der Babo ist
- 2012: Rita Ora – R.I.P. (feat. Tinie Tempah)
- 2015: Talib Kweli – He Said She Said
- 2017: Marteria – Das Geld muss weg
- 2021: Schmyt x RIN – Gift

### AlsFarhot
- 2013: Kabul Fire Vol. 1
- 2021: Kabul Fire Vol. 2

### AlsFuchy
- 2016: 420 (EP)
- 2019: Praliné

### MitDie Achse
- 2018: Angry German (EP)
- 2019: Hooligan (EP)

## Auszeichnungen
- 2015: Deutscher Musikautorenpreis in der Kategorie Komposition Hip Hop[9]
- 2016: HANS – Der Hamburger Musikpreis als Musiker des Jahres[10]